# Home (chanson de Chris Brown)
Pour les articles homonymes, voir Home.
Singles de Chris Brown
Nobody's Perfect
(2013)
Home est une chanson hip-hop et RnB du chanteur américain Chris Brown, sortie le 15 février 2013 sous forme numérique et sur internet. La piste est extrait de son 6e album X (2013). Chris Brown y évoque son désir de retourner au calme, à l'abri de ses problèmes.

## Clip vidéo
Le clip de la musique retrace les moments de sa tournée le Carpe Diem Tour et de ses contacts avec ses fans du monde.